# 有馬氏恒
有馬 氏恒（ありま うじつね）は、江戸時代中期の大名。伊勢西条藩の第3代藩主。氏倫系有馬家3代。

## 生涯
信濃飯田藩主堀親蔵の四男として生まれる。
西条藩第2代藩主有馬氏久は、摂津国林田藩主建部家から光隆を養嗣子として迎えていたが、寛延2年（1749年）4月に光隆は廃嫡され、代わって氏恒が養嗣子となる。氏久には堀親蔵の姉妹が正室として嫁いでいた。
宝暦7年（1757年）4月1日、将軍の徳川家重に初謁する。宝暦9年（1759年）6月2日、氏久の隠居により家督を相続し、同年12月7日に従五位下式部少輔に叙せられた。しかし、藩主就任から1年足らずの宝暦10年（1760年）2月24日、22歳で死去した。跡を氏久の次男の氏房が継いだ。

## 系譜
父母
- 堀親蔵（実父）
- 有馬氏久（養父）

養子
- 有馬氏房 - 有馬氏久の次男